# Pierre Kosciusko-Morizet
Pour les autres membres de la famille, voir Famille Kosciusko-Morizet.
Pierre Thaddée Jacques Hubert Kosciusko-Morizet, né le 17 avril 1977 à Orléans, est un entrepreneur et business angel français, cocréateur et ancien président du site de ventes en ligne PriceMinister (Devenu en 2018 Rakuten France).

## Biographie

### Origines et famille
Pierre Kosciusko-Morizet est né le 17 avril 1977 à Orléans, de François Kosciusko-Morizet (1940-2015), ingénieur des ponts et chaussées, homme politique et maire de Sèvres, et de Bénédicte Treuille (1945), professeure de physique à l'IUT d'Orsay,. Il est le frère cadet de Nathalie Kosciusko-Morizet (1973), femme politique, députée et ministre ; il est aussi le neveu de Jacques-Antoine Kosciusko-Morizet (1943), entrepreneur et directeur au Crédit lyonnais ;  il est également le petit-fils de Jacques Kosciusko-Morizet (1913-1994), résistant, professeur d'université, diplomate (ambassadeur de France aux États-Unis de 1972 à 1977) et homme politique (maire de Saint-Nom-la-Bretèche (Yvelines) de 1977 à 1994) ; il est enfin l'arrière-petit-fils d'André Morizet (1876-1942), homme politique (un des membres fondateurs du Parti communiste français), sénateur (de la Seine de 1927 à 1942), conseiller général (de ce même département) et maire (de Boulogne-Billancourt de 1919 à 1922 et de 1923 à 1942).
Sa famille paternelle a des origines juives polonaises dont l'ancêtre, Abraham Salomon Kościuszko (1821-1917), est arrivé en France sous Louis-Philippe,,,. Sa famille maternelle est issue des comtes Treuille, de noblesse pontificale,, industriels de Châtellerault.

### Carrière
En 1998, alors qu'il est étudiant à HEC Paris, il lance sa première entreprise, Visualis SA.
Diplômé d'HEC en 1999, il devient manager au sein du département marketing et finance de Capital One.[réf. souhaitée] En août 2000, il crée PriceMinister.com avec Pierre Krings et le site est lancé en janvier 2001. 
En 2007, alors professeur de création d'entreprises à HEC entrepreneurs, il propose à son élève Jonathan Benhamou l'idée de PeopleDoc (en). Il en est le premier investisseur et board member. 
En 2008, Pierre Kosciusko-Morizet cofonde la société d'investissements Kernel Investissements avec Pierre Krings. Kernel investissements a investi dans des sociétés telles que Doctolib, Yellow Korner, LaBonneBox, Restoflash, Comet Meetings, Blade
En juin 2010, PriceMinister.com est racheté par le japonais Rakuten ; Pierre Kosciusko-Morizet reste le PDG de la société puis le directeur général Europe de l'ensemble du Groupe Rakuten jusqu'en mai 2014.
Pierre Kosciusko-Morizet est cofondateur et président du comité stratégique du fonds d'investissement des entrepreneurs de l'Internet ISAI.
En 2015, il était l'un des invités du West Web Festival organisé chaque année à Carhaix-Plouguer lors du festival des Vieilles Charrues.

## Prix et distinctions
- Président d'honneur de l'Association pour le commerce et les services en ligne[20]
- Ancien Président de l’Association des services Internet communautaires fondée en décembre 2007[21]
- Young Leader de la French-American Foundation[22]
- Chevalier de l'ordre national du Mérite en novembre 2011[23]
- Nommé Young Global Leader (YGL) par le World Economic Forum (Davos) en 2014[réf. nécessaire]
- Élu 4e CEO préféré des Français en 2014 (baromètre Huffington Post)[réf. nécessaire]